# モティカ
モティカ（もてぃか）は、日本の漫画家。

## 人物
昔から絵を書くのが好きで、なんとなく漫画や絵が仕事になったらいいなと思いつつも、投稿とか賞に応募はせずにBL同人活動をしていたら、某社の編集者にスカウトされて男性向け作品を描き始めるようになった。腐女子ではあったが、女体化モノは自分でも描いていたし女性を描くのに抵抗はなく、男性向けの同人誌や商業の男性向けのエロ単行本も明け透けなエロが好ましく買っていた。強い女性が好きなので、男性向けのシチュエーションなら女性優位ものが好きだという。潜入捜査官のシチュエーションは好きと述べており、それだけに「潜入捜査官はセックスもお仕事です。」のプロットを頂いたときには喜んだという。なお、描いていて楽しいのは、キャラクターの男女問わず胸である。また、男性向けを描くときは、「こんな子をエッチにしたい!」という気持ちで描いており、いつも女の子が好きなキャラクターになる。他でいうと、毎回モブを頑張ってキャラ分けして描いているので、モブへの思い入れも持っている。
映画やゲームの影響で子供の頃から銃が大好きで射撃場で銃を撃ってみたいのも夢の一つと述べている。
寝る前にリラックスして読めるような作品を目指していて、漫画を執筆する上で、影響を受けた作家に佐々木倫子をあげている。

## 作品リスト

### 漫画
特筆がなければ男性向け成人漫画。書誌情報の無い作品は電子書籍のみ。発表順（単行本化順ではない）。
- 極嬢！キャバ校生～あぁん体入しちゃった～
- ドＭ女教師・十子の調教室
- 強制合体！？牝馬ダービー
- 女囚081号（連載時のタイトル「女囚081号～恨みの陵辱監獄～」）
  - 女囚081号 2014年1月28日発売、ISBN 978-4-86297-448-8
  - 続・女囚081号 2015年6月27日発売、ISBN 978-4-86297-505-8
- 変態志願 私がチ○ポ中毒になった 2014年11月17日発売、ISBN 978-4-87306-609-7
- 先生、放課後ラブホでHしよ…?
- 社員旅行で泥酔エッチ!〜温泉のナカで熱いの入ってるぅ…
- 処女JKにセクハラ身体検査～『ココ』の味も診ておこう～
- 美女と賢者と魔人の剣（原作：片遊佐牽太、キャラクター原案：六時） ※一般向け漫画。小説のコミカライズ。
  1. 2019年8月10日発売、ISBN 978-4-7992-1294-3
  2. 2021年4月28日発売、ISBN 978-4-7992-1491-6
  3. 2022年6月8日発売、ISBN 978-4-7992-1651-4
  4. 2023年6月8日発売、ISBN 978-4-7992-1780-1
  5. 2024年6月7日発売、ISBN 978-4-7992-1911-9
  6. 2025年5月8日発売、ISBN 978-4-7992-2044-3

以後続巻
- 潜入捜査官はセックスもお仕事です。（連載時のタイトル「もっと喘いで！ 潜入捜査官はセックスもお仕事です。」）
  1. 潜入捜査官はセックスもお仕事です。、2019年6月18日発売[5]、ISBN 978-4-434-25949-4
  2. 潜入捜査官はセックスもお仕事です。国際犯罪編、2021年2月18日発売[6]、ISBN 978-4-434-28279-9
  3. 潜入捜査官はセックスもお仕事です。ソープ嬢体験入店編、2023年2月18日発売[7]、ISBN 978-4-434-31200-7
  4. 潜入捜査官はセックスもお仕事です。媚薬工場摘発編、2023年9月15日発売[8]、ISBN 978-4-434-31206-9
- 15年後に俺たちは 2019年5月16日発売、ISBN 978-4253155083　※ボーイズラブ作品
- 痴漢プレイで弄ばれてイキ疼く無防備なア●コ「そんなに注がれたらデキちゃうよ…」[9]
- 出来ない俺に自信をください。
- 俺が幼馴染のボディガードを続けられない理由　※ボーイズラブ作品

### その他
- 潜入媚捜査官 石月楓 陵辱は捜査のあとで（著：島津六） ※官能小説の挿絵。